# 穂井田村
穂井田村（ほいだそん）は、かつて岡山県吉備郡にあった村である。1956年（昭和31年）4月1日に玉島市および吉備郡真備町に編入され廃止となった。現在は倉敷市玉島地域の穂井田地区および真備地区の一部にあたる。

## 歴史
古代の下道郡穂北郷（穂太郷）にあたるといわれる。陶は、漢人系帰化人の住み着いた土地とされる。陶集落には、陶器（須恵器）や瓦などを製造したとされる陶器の古窯跡が残り『総解文集』の中で「下道群　穂井田郷　唐竈十口　桜井里次」と見える。「陶」と地名もこれに由来されると言われる。現在も瓦が産業として残っている。服部は、呉織（くれはとり）が土着した土地とされ、地名はその名残といわれる。
江戸時代は、陶村・服部村とも岡田藩領であった。
1889年（明治22年）6月1日に町村制施行により陶村と服部村が合併、古代郷にちなみ穂井田村を新設し、陶・服部がそれぞれ穂井田村の大字となった。村役場は大字陶に設置された。1900年（明治33年）には郡の合併により吉備郡に属する。1956年（昭和31年）4月1日には、合併問題により穂井田村南部（陶全域と服部南部、現在の玉島服部）が玉島市に編入、穂井田村北部（服部北部、現在の真備町服部）が真備町へ編入した。玉島側は地区名として穂井田を継承するが、真備側は同町呉妹地区の一部となった。その後、1967年（昭和42年）に新たな倉敷市が新設され現在に至る。2004年に真備町が倉敷市に編入合併となったため、現在再び旧穂井田村域が同じ自治体の管轄となった。ただし支所管轄が玉島と真備で異なり、同じ地区としては扱われていない。
地区の面積は14.498平方キロメートル。

### 穂北郷
穂北郷（ほいたごう、ほいたのごう）は、古代備中国下道郡にあった郷である。『和名抄』（刊本）に記載がある。高山寺本では、同じよみで穂太郷と表記されている。
現在の倉敷市玉島穂井田地区および同市真備町服部に相当する。

### 穂太庄
穂太庄（ほいたしょう、ほいたのしょう）は、中世に備中国下道郡にあた荘園である。 上記穂北郷が、紀伊国熊野神社領となり、荘園化したものである。
1243年（寛元元年）の『将軍家政所下文』（『新編相模風土記』所蔵）には、紀州熊野山社の一所領としての記載が初見。
1333年（元弘3年、正慶2年）には将軍宮（守邦親王）によって京都に日蓮宗を布教した日像上人の庵（妙顕寺）に寄進されている。